# Chimaeridae

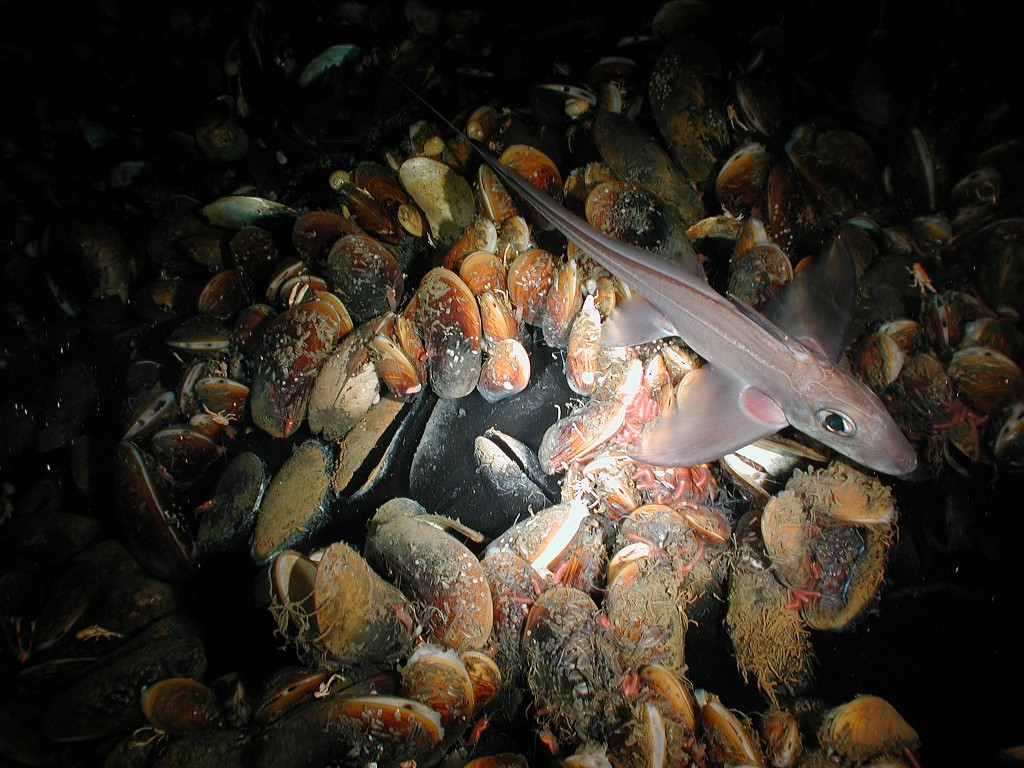
Um peixe da família Chimeridae e mexilhões da espécie Bathymodiolus childressi na margem de um lago submarino de salmoura.

Chimaeridae é uma família de peixes cartilagíneos da ordem Chimaeriformes que compreende dois géneros (Chimaera e Hydrolagus) e cerca de 36 espécies.

## Descrição
As espécies integradas nesta família são semelhantes aos restantes Chimaeriformes em morfologia e hábitos. Apresentam focinho curto e arredondado, sem as modificações presentes em várias famílias próximas. Muitas espécies apresentam uma cauda longa e estreita, terminando numa numa estrutura afilada, o que deu origem aos nomes comuns de ratão ou peixe-rato pelos quais são conhecidas. Estas espécies apresentam um aguilhão venenoso nas suas costas, o qual é suficientemente perigoso para ferir humanos.
As espécies incluídas nesta famílias são em geral de pequenas dimensões, variando dos 38 cm aos 150 cm de comprimento total, dependendo da espécie.
A espécie ocorre nas águas marinhas temperadas e tropicais de todos os oceanos. A maioria das espécies ocorrem abaixo dos 200 m de profundidade, mas algumas, com destaque para Hydrolagus colliei, podem ser localmente encontradas a baixas profundidades, incluindo em calhetas e reentrâncias costeiras.

## Espécies
A família Chimaeridae inclui pelo menos 36 espécies agrupadas em dois géneros:
- Género Chimaera Linnaeus, 1758
  - Chimaera argiloba Last, W. T. White & Pogonoski, 2008
  - Chimaera bahamaensis Kemper, Ebert, Didier & Compagno, 2010
  - Chimaera cubana Howell-Rivero, 1936
  - Chimaera fulva Didier, Last & W. T. White, 2008
  - Chimaera jordani S. Tanaka (I), 1905
  - Chimaera lignaria Didier, 2002
  - Chimaera macrospina Didier, Last & W. T. White, 2008
  - Chimaera monstrosa Linnaeus, 1758
  - Chimaera notafricana Kemper, Ebert, Compagno & Didier, 2010
  - Chimaera obscura Didier, Last & W. T. White, 2008
  - Chimaera owstoni S. Tanaka (I), 1905
  - Chimaera panthera Didier, 1998
  - Chimaera phantasma D. S. Jordan & Snyder, 1900
- Género Hydrolagus Gill, 1863
  - Hydrolagus affinis (Brito Capello, 1868)
  - Hydrolagus africanus (Gilchrist, 1922)
  - Hydrolagus alberti Bigelow & Schroeder, 1951
  - Hydrolagus alphus Quaranta, Didier, Long & Ebert, 2006
  - Hydrolagus barbouri (Garman, 1908)
  - Hydrolagus bemisi Didier, 2002
  - Hydrolagus colliei (Lay & E. T. Bennett, 1839)
  - Hydrolagus deani (H. M. Smith & Radcliffe, 1912)
  - Hydrolagus eidolon (D. S. Jordan & C. L. Hubbs, 1925)
  - Hydrolagus homonycteris Didier, 2008
  - Hydrolagus lemures (Whitley, 1939)
  - Hydrolagus lusitanicus T. Moura, I. M. R. Figueiredo, Bordalo-Machado, C. Almeida & Gordo, 2005
  - Hydrolagus macrophthalmus F. de Buen, 1959
  - Hydrolagus marmoratus Didier, 2008
  - Hydrolagus matallanasi Soto & Vooren, 2004
  - Hydrolagus mccoskeri L. A. K. Barnett, Didier, Long & Ebert, 2006
  - Hydrolagus melanophasma K. C. James, Ebert, Long & Didier, 2009
  - Hydrolagus mirabilis (Collett, 1904)
  - Hydrolagus mitsukurii (D. S. Jordan & Snyder, 1904)
  - Hydrolagus novaezealandiae (Fowler, 1911)
  - Hydrolagus ogilbyi (Waite, 1898)
  - Hydrolagus pallidus Hardy & Stehmann, 1990
  - Hydrolagus purpurescens (C. H. Gilbert, 1905)
  - Hydrolagus trolli Didier & Séret, 2002
  - Hydrolagus waitei Fowler, 1907

São conhecidas duas espécies correntemente sem descrição taxonómica válida:
- - Hydrolagus sp. D/G (quimera negra gigante)
  - Hydrolagus sp. F (peixe-rato peruviano)